# Grandfield
Grandfield est une ville située dans le comté de Tillman, dans l’État de l'Oklahoma, aux États-Unis. Elle comptait 1 038 habitants lors du recensement de 2010.

## Source
- (en) Cet article est partiellement ou en totalité issu de l’article de Wikipédia en anglais intitulé « Grandfield, Oklahoma » (voir la liste des auteurs).